# 王執禮 (嘉靖進士)
王執禮（1529年—？），字子敬，號華松，直隸蘇州府崑山縣人，民籍，明朝政治人物。

## 生平
嘉靖二十八年（1549年）己酉科應天府鄉試第一百三十二名舉人。嘉靖四十四年（1565年）中式乙丑科會試第一百十七名，三甲第二十六名進士。兵部观政，本年六月授建宁府推官，隆慶二年（1568年）六月升南刑部主事，五年四月调刑部，終養。万历十年（1582年）七月復除礼部，十一月改尚宝司丞，十四年五月升南光禄寺少卿，十六年十月升南大理寺丞，十七年十一月升应天府府丞，十八年二月养病。

## 家族
曾祖王詁，封知縣；祖父王秩，布政司右布政使；父王可大，監生贈刑部主事。母顧氏，封太安人。兄执中、弟执经、执璋、执璧、执法（通判）。